# Radcea, Narodîci
Radcea (în ucraineană Радча) este localitatea de reședință a comunei Radcea din raionul Narodîci, regiunea Jîtomîr, Ucraina.

## Demografie
Componența lingvistică a localității Radcea
     Ucraineană (97,36%)
     Belarusă (1,89%)
     Alte limbi (0,75%)
Conform recensământului din 2001, majoritatea populației localității Radcea era vorbitoare de ucraineană (97,36%), existând în minoritate și vorbitori de belarusă (1,89%).